# Union des communistes italiens (marxistes-léninistes)
Pour les articles homonymes, voir UCI (homonymie).
Ne doit pas être confondu avec Parti communiste d'Italie (marxiste-léniniste) ou Parti marxiste-léniniste italien.
L'Union des communistes italiens (marxistes-léninistes) - en italien Unione dei Comunisti Italiani (marxisti-leninisti), abrégé en UCI (m-l) ou simplement UCI - était un parti politique italien  d'orientation maoïste, fondé en octobre 1968. Rebaptisé en 1972 Parti communiste (Marxiste-léniniste) italien (Partito Comunista (Marxista-Leninista) Italiano), le mouvement disparaît six ans plus tard.

## Historique
L'Union des communistes italiens (marxistes-léninistes) naît de la fusion de divers groupuscules maoïstes apparus en Italie dans les années 1960 à la suite de la rupture sino-soviétique. Le parti, qui rassemble des personnalités aux parcours très hétérogènes, devient rapidement l'une des principales organisations maoïstes en milieu étudiant. L'UCI (m-l) naît en partie en réaction au succès du Parti communiste d'Italie (marxiste-léniniste), autre partie maoïste italien dont les dirigeants ont été, en août 1968, reçus à Pékin par Mao Zedong. Divers groupes maoïstes rivaux se fédèrent alors au sein de l'UCI (m-l) ; le parti ne parvient cependant jamais se faire reconnaître comme interlocuteur par la République populaire de Chine, dont le PCd'I (m-l) demeure le correspondant officiel en Italie. Dans les milieux de l'extrême gauche italienne, l'Union des communistes italiens (marxistes-léninistes) a la réputation d'un parti d'« intellectuels », ce qui contribue à expliquer que la Chine préfère entretenir des liens avec un mouvement jugé moins « fantaisiste ».
Dirigé par Aldo Brandirali, Luca Meldolesi et Nicoletta Stame, l'UCI (m-l) se présente comme un parti d'« avant-garde » vis-à-vis de la classe ouvrière ; le parti pratique un dogmatisme marxiste-léniniste rigide, et impose à ses membres une stricte discipline, y compris dans leur vie privée. Le mouvement connaît une phase de succès dans la période de l'après-1968, et s'attire la sympathie, ou l'adhésion, de personnalités du monde culturel comme l'éditeur Giangiacomo Feltrinelli, le cinéaste Marco Bellocchio, l'acteur Lou Castel, le poète Francesco Leonetti (qui tient le rôle d'idéologue du parti) , ou le chanteur Pierangelo Bertoli. Michele Santoro, futur journaliste vedette de la télévision italienne, milite également en son sein. L'UCI (m-l) édite un hebdomadaire, Servire il popolo (Servir le peuple).
Dès 1969, cependant, le mouvement est parcouru de crises et de scissions. Luca Meldolesi, dirigeant du parti à Rome, est exclu par Aldo Brandirali sous l'accusation de « déviationnisme ». En 1972, l'UCI (m-l) est isolée au sein de l'extrême-gauche italienne et du mouvement autonome. L'Union décide alors de passer au niveau supérieur en se transformant en véritable parti politique, engagé sur le terrain électoral ; le mouvement est rebaptisé Parti communiste (Marxiste-léniniste) italien tandis que Servire il popolo est transformé en quotidien. Le parti ne recueille cependant, aux élections générales de 1972, qu'un peu plus de 86000 voix, soit 0,26% des suffrages nationaux. En 1974, Aldo Brandirali est exclu de son propre parti ; dans les années qui suivent, il se rapproche de Communion et Libération, puis de la Démocratie chrétienne, et par la suite de Forza Italia. Le Parti communiste (Marxiste-léniniste) italien est dirigé pendant quelques années par Francesco Leonetti, mais finit par s'auto-dissoudre en 1978, après une période de déclin qui avait réduit ses effectifs à quelques dizaines de militants.